# Violetter Senf

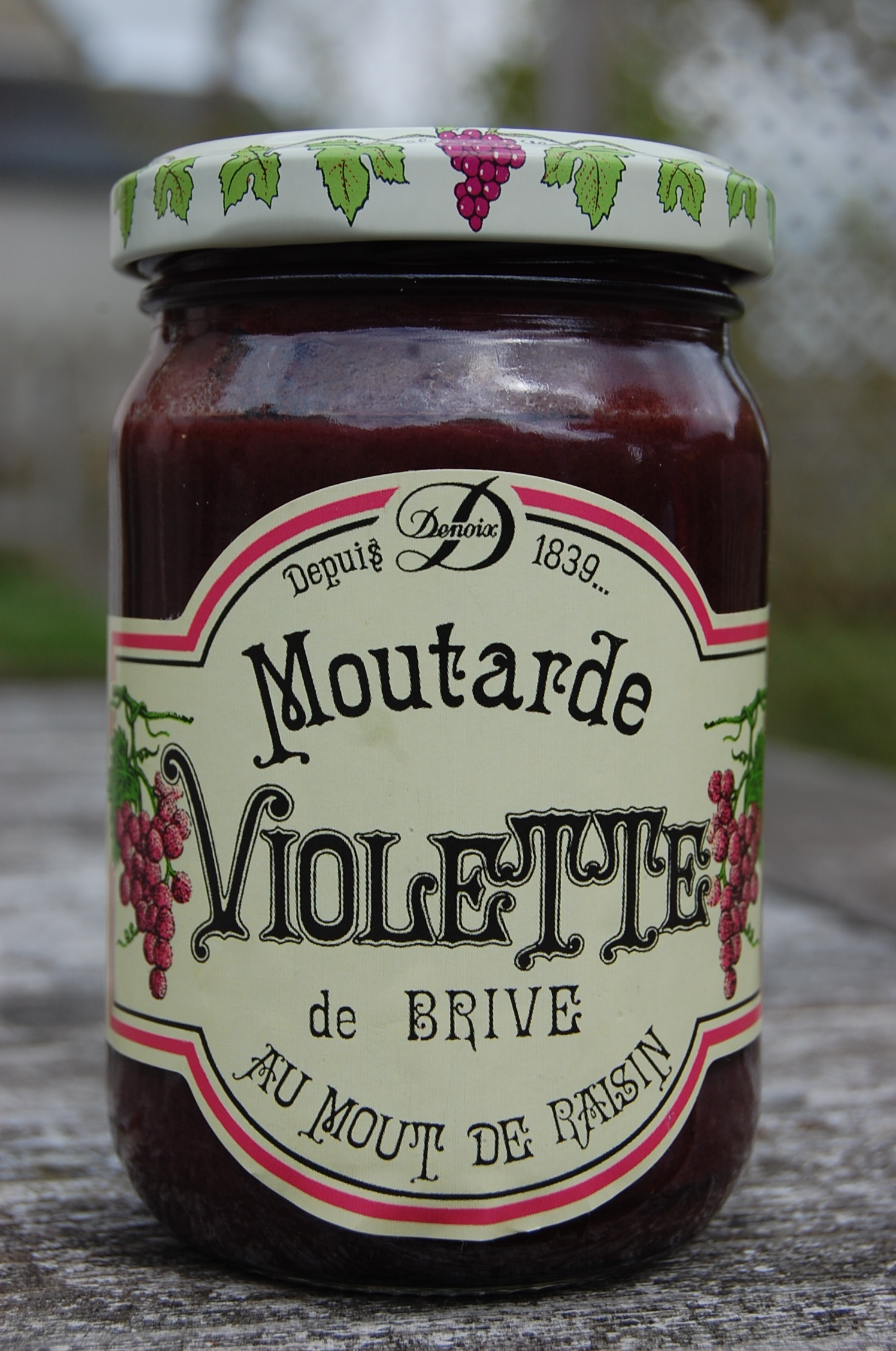
Französischer violetter Senf

Violetter Senf (französisch Moutarde violette de Brive) ist ein süßer Tafelsenf aus der französischen Stadt Brive-la-Gaillarde. Seine Farbe stammt daher, dass er mit rotem Traubenmost hergestellt wird, was in Frankreich auch gesetzlich geregelt ist. Traditionell wird er mit Blutwurst gegessen.
Der Sage nach soll der Senf von Papst Clemens VI. eingeführt worden sein, der aus dem Département Corrèze stammte. Der Senf geriet in Vergessenheit und wurde erst in den 1950er-Jahren von der Distillerie Denoix in Brive wieder hergestellt, die ihn seither im Angebot hat.